# 狗咬狗 (2006年電影)
《狗咬狗》（英語：Dog Bite Dog）是2006年上映的一部香港犯罪驚悚電影，由鄭保瑞執導，黃偉亮任武術指導，鄒凱光、司徒錦源和李春暉共同編劇，陳冠希、李璨琛、裴唯瑩、林嘉華、張兆輝及林雪主演。

## 劇情
陳冠希飾演一個來自柬埔寨的孤兒，從小被送到黑市訓練成殺人機器，而李璨森飾演探員，辦案衝動蠻幹得罪不少人。這兩個在自己圈圈裡都是異類的人卻因為一個案件而走在一起，而探員也因為同事被一一殺害而殺性大發....。

## 演員
- 陳冠希 飾 柬浦寨殺手
- 李燦森 飾 探員狄偉
- 裴唯瑩
- 張兆輝 飾 琛哥 (偉之上司)
- 黎耀祥 飾 祥記 (偉之同事)
- 林雪 飾 林哥 (偉之同事)
- 林嘉華 飾 狄揚 (偉之老豆)
- 火火 飾 的士司機

## 獎項
| 頒獎典禮             | 獎項       | 名單   | 結果 |
| -------------------- | ---------- | ------ | ---- |
| 第43屆金馬獎         | 最佳男主角 | 李璨琛 | 提名 |
| 第1屆亞洲電影大獎    | 最佳剪接   | 林安兒 | 提名 |
| 第26屆香港電影金像獎 | 最佳新演員 | 裴唯瑩 | 提名 |

## 外部連結
- 香港影庫上《狗咬狗》的資料（繁體中文）
- 豆瓣电影上《狗咬狗》的資料 （简体中文）
- 时光网上《狗咬狗》的資料（简体中文）
- 互联网电影数据库（IMDb）上《狗咬狗》的资料（英文）